# Mesochorus callis
Mesochorus callis är en stekelart som beskrevs av Schwenke 1999. Mesochorus callis ingår i släktet Mesochorus och familjen brokparasitsteklar. Inga underarter finns listade i Catalogue of Life.